# Засецкое (Смоленская область)
Засе́цкое — деревня в Тёмкинском районе Смоленской области России. Входит в состав Селенского сельского поселения. Население — 7 жителей (2007 год). 
Расположена в восточной части области в 8 км к северо-западу от Тёмкина, в 29 км юго-восточнее автодороги М1 «Беларусь». В 0,1 км южнее деревни расположена железнодорожная станция Засе́цкая на линии Вязьма — Калуга.

## История
В годы Великой Отечественной войны деревня была оккупирована гитлеровскими войсками в октябре 1941 года, освобождена в марте 1943 года.